# 上波佐見町
上波佐見町（かみはさみまち）は、長崎県東彼杵郡北部の内陸部にあった町。1956年（昭和31年）に南西隣の下波佐見村と合併し、波佐見町となった。
現在の波佐見町の北東部にあたる。

## 地理
- 山：幕の頭（原明岳）、一の宮、田別当、陣の辻（神六山）
- 河川：川棚川、村木川、野々川川
- 溜池：根比池、猪狩池、大堤

## 沿革
江戸期は下波佐見村とあわせて波佐見村と称された。村域が広大なため、川棚川の上手を上波佐見、下手を下波佐見の2村に分けたとされる。この分村は旧大村藩領内に限ったものであったが、明治3年12月の藩制改革により正式に分村された。
- 1889年（明治22年）4月1日 - 町村制施行により、東彼杵郡上波佐見村が単独村制にて発足。
- 1899年（明治32年） - 村役場を宿郷から折敷瀬郷へ移転。
- 1934年（昭和9年）11月3日 - 上波佐見村が町制施行。上波佐見町となる[3]。
- 1956年（昭和31年）6月1日 - 下波佐見村と合併して波佐見町が発足し、上波佐見町は自治体として消滅。

## 地名
郷を行政区域とする。上波佐見町は1889年の町村制施行時に単独で自治体として発足したため、大字は無し。（発足当時は上波佐見村）
- 井石郷
- 鬼木郷
- 折敷瀬郷
- 金屋郷[4]
- 小樽郷（こだる）
- 宿郷（しゅく）
- 中尾郷
- 永尾郷
- 野々川郷
- 三股郷（みつのまた、みつまた）[5]
- 村木郷
- 湯無田郷[6]

## 産業
農業や江戸期より続く窯業のほか、金鉱採掘も行われた。湯無田・井石・中尾・小樽の各郷に鉱脈が広がる波佐見金山は、江戸期から第2次世界大戦中まで採掘が行われ、特に1897年（明治30年）から1914年（大正3年）までの最盛期には金321.81kg、銀464.692kgを産出した。

## 名所・旧跡
- 波佐見焼古窯群
- 三領石[8]
- 内海城址（湯無田郷）